# Gold Rush (Bellewaerde)
Gold Rush is een stunt- & diveshow (duikshow) in het Belgische dieren- & attractiepark Bellewaerde te Ieper.

## Voorgeschiedenis, bouw & Bengali
Bellewaerde organiseerde in het verleden al heel wat shows:
- Acapulco-duikshow (1984)
- Florida Waterskishow (1989)
- Indianashow (1996-1997)
- Stuntshow met quads en duikshow (1998)
- Acapulco Show (2003)
- Wakanda stunt- & diveshow (2010-2011)
- Pow Wow stunt- & diveshow (2012-2014)

Deze shows waren steeds een tijdelijke opstelling van een zwembad met highdivepalen en een eenvoudige tribune voor publiek. De shows waren te zien in juli en augustus.
Tussen de seizoenen 2014 en 2015 werd een permanente opstelling gebouwd voor de nieuwe duikshow van 2015, Gold Rush. Zo kan de show gedurende het hele parkseizoen opgevoerd worden in plaats van enkel in de zomervakantiemaanden. Dit gebeurde onder algemeen directeur Stefaan Lemey en investeringsmaatschappij Compagnie des Alpes. Samen met de andere renovaties en nieuwigheden die die winter werden uitgevoerd, werd er in totaal zo'n 4 miljoen euro geïnvesteerd in het park.
Duikshow Gold Rush werd na het seizoen 2021 stopgezet, waarna het decor afgebroken werd. De overdekte tribunes bleven wel staan. De stunt- & duikshow Bengali wordt sinds 2022 op de plaats van de vroegere Gold Rush opgevoerd.

## Verhaal & decor

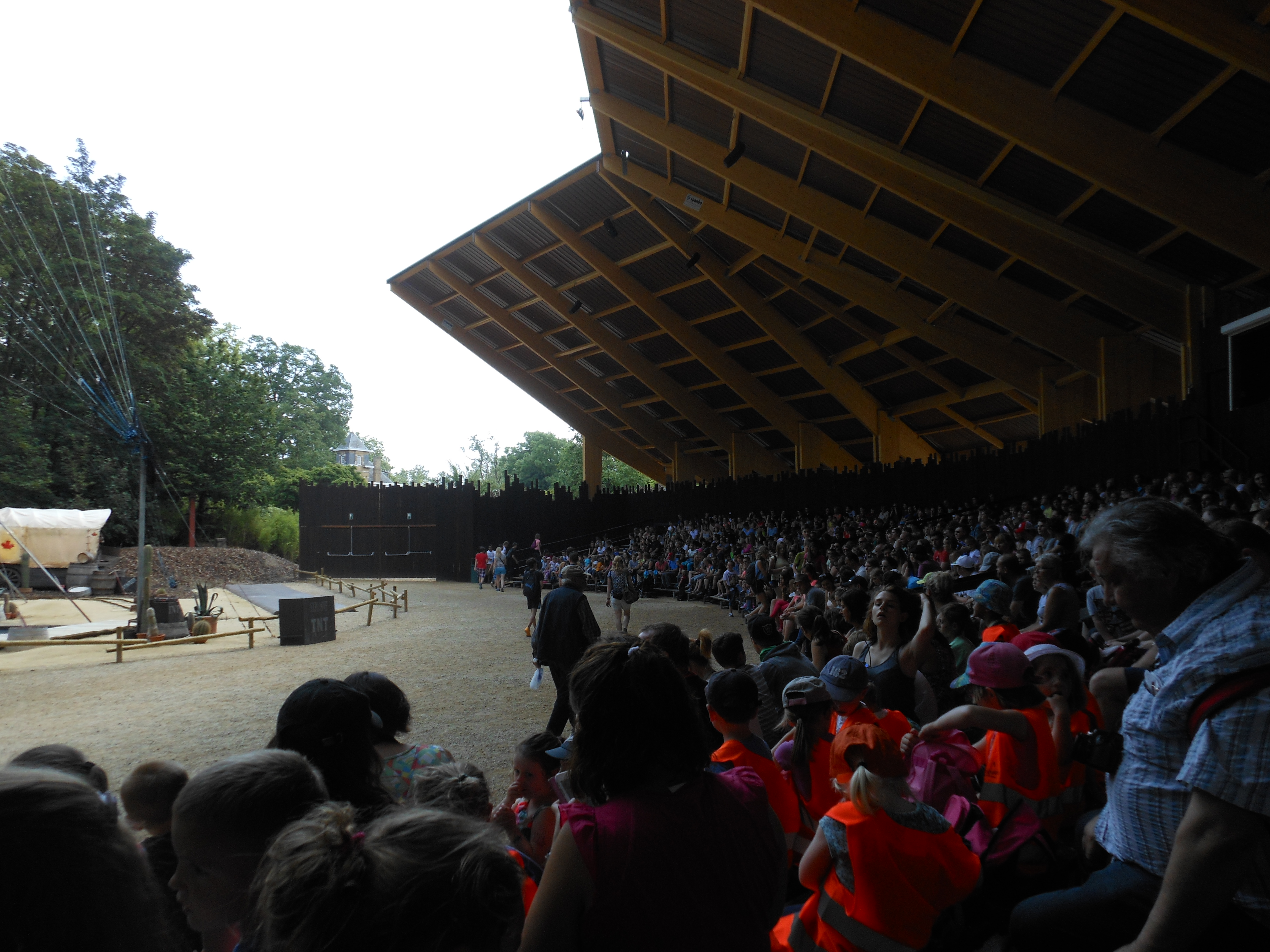
De tribune.

Er werd onder meer een overdekte tribune en een decor gebouwd. Het zwembad werd in de grond uitgegraven.
Het decor is een goudmijn, maar helaas is de mijnschacht onder water gelopen en de pomp is stuk. De mijnwerkers moeten dus in het water duiken om de mijn te betreden. Het verhaal wordt gesitueerd rond 1800 in de tijd van de goudkoorts.
Het zwembad heeft een diameter van 10 meter en is 4 meter diep. In totaal zijn er 7 duikers. De duikshow in Bellewaerde wordt al sinds 2009 gepresenteerd door Carl Messiaen.

## De show
De show bestaat niet alleen uit duiken, maar ook uit acrobatische stunts. Daarnaast is er ook nog een zeer uitgebreid achtergrondverhaal die de sprongen aan elkaar rijgt. De stunts worden steeds gevaarlijker naarmate de show vordert. De hoogste sprong die wordt uitgevoerd, is een duosprong die gebeurt vanop 25 meter hoogte. Dit is een absolute wereldprimeur, nergens ter wereld is ooit al zo'n duiksprong uitgevoerd.

## Ingang
De ingang naar de duikshow was vele jaren terug te vinden in het bos in Canada, links van Piratenboot. Daar kwam eind 2016 verandering in door de bouw van Dawson Duel in dat bos. De ingang werd afgesloten, en bezoekers moeten voortaan langs de rechterkant van de tribune naar binnen komen, dicht bij de ingang van het park. De poort aan die kant deed vroeger dienst als nooduitgang of personeelsdoorgang.
Sinds 2017 is de ingang opnieuw terug te vinden in het bos in Canada.

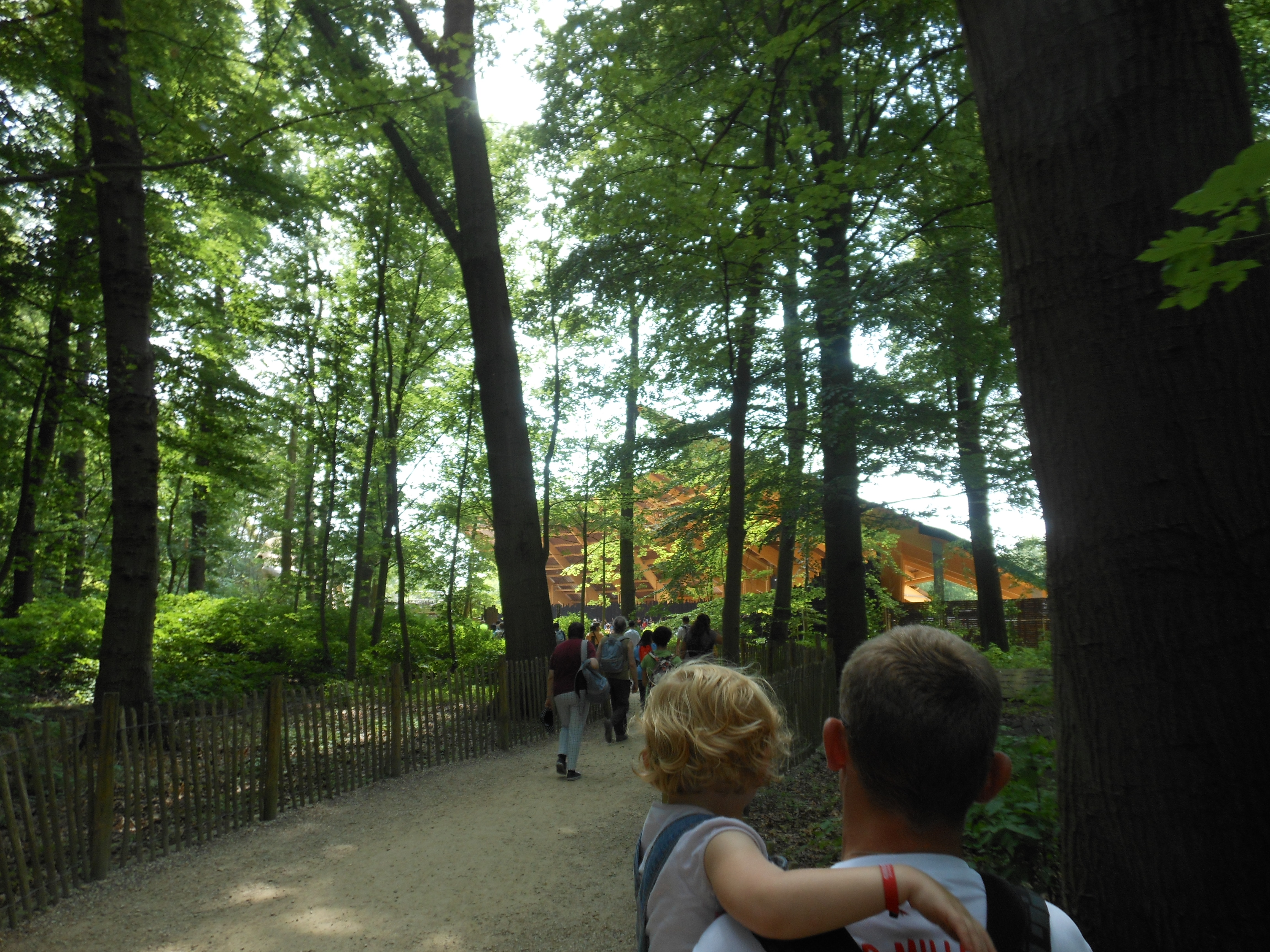
Het pad door het bos, de oude ingang in 2015.
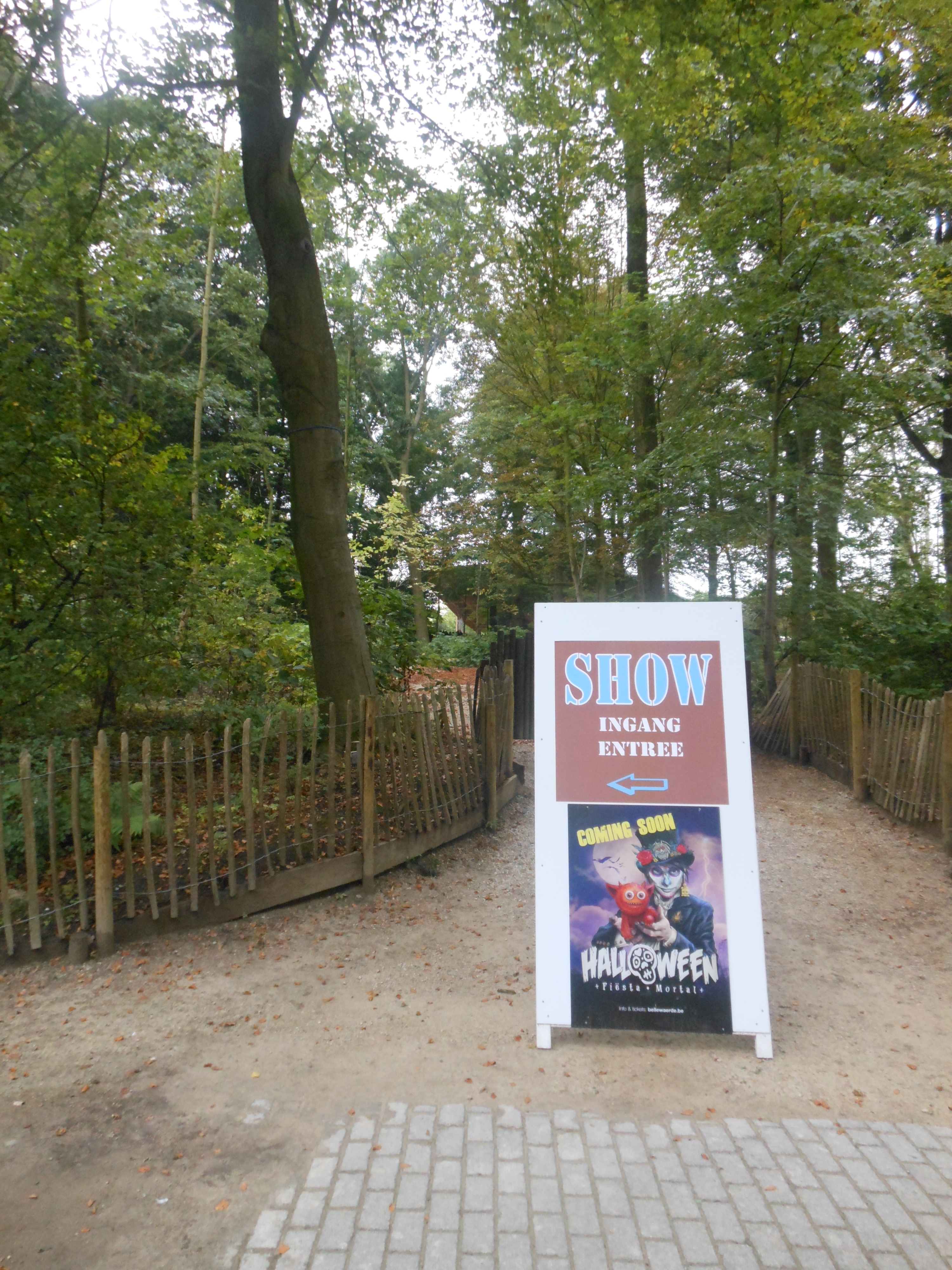
De oude ingang die is afgesloten (september 2016)
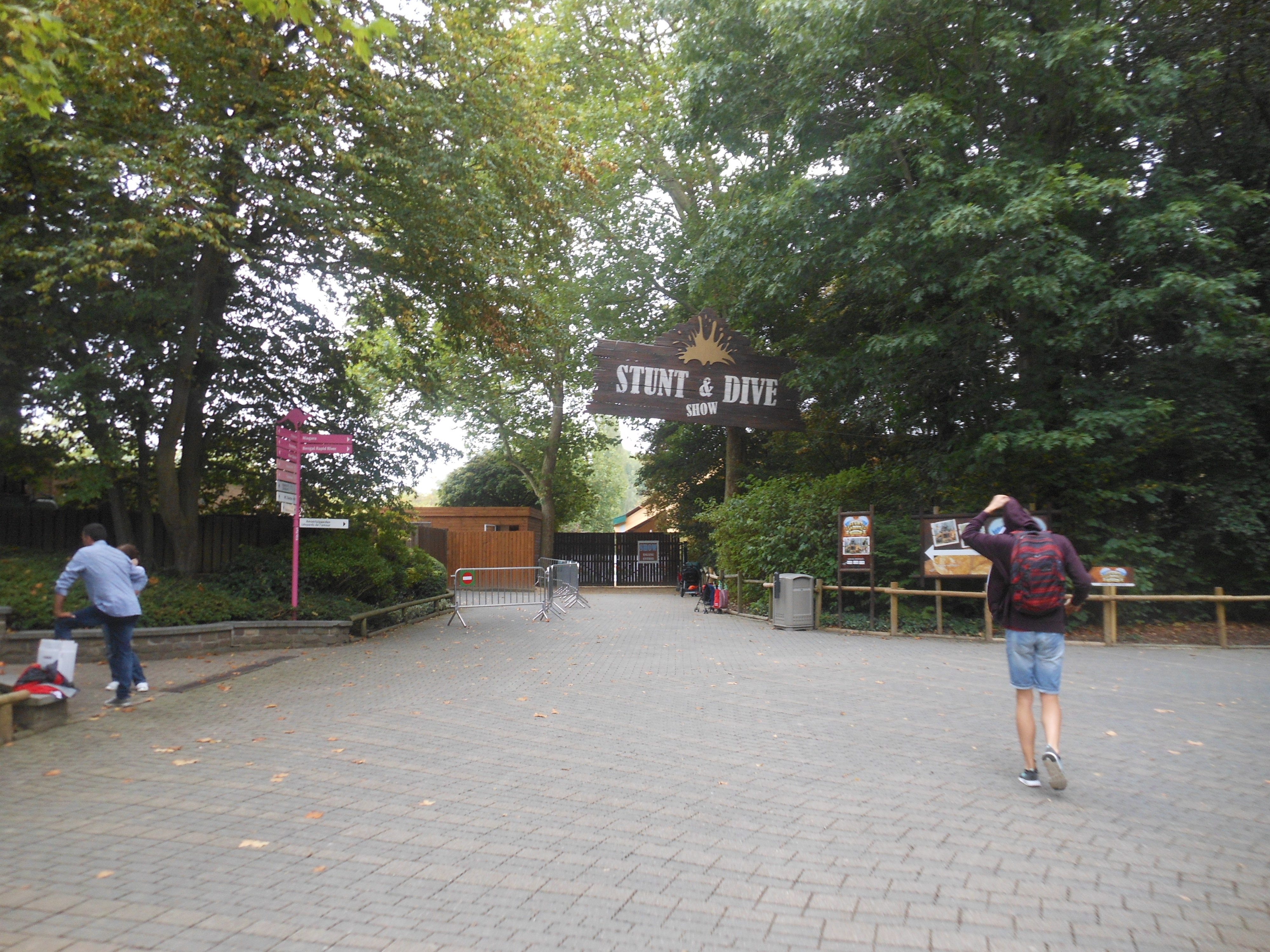
De "nieuwe" ingang (september 2016)

Afbeeldingen